# Amalia (roman)
Pour les articles homonymes, voir Amalia.
Amalia est une œuvre de José Mármol, généralement considérée comme le premier roman de la littérature argentine.
Roman historique, Amalia est un pamphlet contre le régime de Juan Manuel de Rosas, dont il décrit les atrocités commises par la police. La première partie est écrite à partir de 1846 à Montevideo où Mármol s'est exilé. L'histoire est publiée en 1851, d'abord sous forme de feuilleton puis en une version complète. Elle narre les amours d'Amalia et d'Eduardo Belgrano, qui lutte contre Rosas. 
Après la chute de Rosas, une seconde partie est ajoutée lors de l'édition de 1853, qui s'appuie sur des documents officiels saisis.

## Adaptation
En 1914, Enrique García Velloso réalise une adaptation cinématographique du roman.